# Maison Johan-Beetz
Pour les articles homonymes, voir Johan Beetz et Beetz.
La maison Johan-Beetz est une vaste demeure de style Second Empire située au cœur du village de Baie-Johan-Beetz à l'embouchure de la rivière Piashti. Elle a été construite en 1899 pour le médecin et marchand de fourrure Johan Beetz (1874 – 1949). Il a habité à Piastre Baie entre 1897 et 1922. La maison a été classée comme immeuble patrimonial en 1979. Elle sert aujourd'hui d'auberge pour la pourvoirie Baie-Johan-Beetz.